# Handschrift 159
Handschrift 159 is een verzamelhandschrift uit de 15e eeuw met verschillende teksten van Bernardus Claraevallensis en Gaufridus Autissiodorensis. Het perkamenten manuscript bestaat uit twee delen die zijn geschreven door verschillende kopiisten (schrijvers). Het handschrift is niet meer gebonden in de originele band. Oorspronkelijk was het handschrift in bezit van het kartuizerklooster Nieuwlicht in Utrecht. Tegenwoordig wordt Hs. 159 bewaard in de Universiteitsbibliotheek Utrecht. Het is te citeren als: Universiteitsbibliotheek Utrecht Hs. 159 (4 E 8).

## Omschrijving
De teksten in het verzamelhandschrift zijn in het Latijn geschreven: deel 1 van het manuscript is geschreven in een littera textualis en deel 2 in een littera cursiva. Deel 1 bestaat uit 95 bladen (folia) van 258 x 158 (170 x 105) mm. Deel 2 bevat 32 bladen van 258 x 158 (215 x 125) mm. De katernen bestaan uit acht bladen die kolombreed zijn opgemaakt. De prikgaatjes en de liniëring die door de kopiist zijn aangebracht zijn nog zichtbaar. De ondermarges op de laatste bladzijde van elk katern zijn voorzien van custodes: dit zijn de eerste woorden uit de eerste regel van het volgende katern. Deze methode is gebruikt om de volgorde van de katernen te markeren voor de boekbinder. Twee bladzijdes zijn van klavieren voorzien (bladwijzers die aan de buitenmarge van een bladzijde zijn bevestigd): zij dienen om op belangrijke passages te wijzen. Ook getekende handen (maniculae) wijzen op belangrijke passages. Het manuscript is gebonden in een 20e-eeuwse leren band over de originele houten platten en heeft twee klampsluitingen.

## Inhoud
Het handschrift bevat verschillende teksten met een theologische inhoud, bijvoorbeeld over de passie van Christus en over het geestelijke leven van God. In het eerste deel zijn alle teksten toegeschreven aan Bernardus Claraevallensis (of Bernardus van Clairvaux), een Franse abt uit de 12e eeuw. De institutione morum et de ordine vitae en de Contemplationes de passione Domini zijn in dit handschrift ten onrechte toegeschreven aan Bernardus Claraevallensis. Het tweede deel is onder de naam Colloquium Simonis et Jesu te vinden. Als auteur van verschillende teksten daarin wordt opnieuw Bernardus Claraevallensis genoemd alsof hij alleen De XII gradibus humilitatis et superbiae heeft geschreven. De auteur van het Colloquium Simonis et Jesu is echter Gaufridus Autissiodorensis.

#### Teksten Hs. 159,De institutione morum et de ordine vitae
De institutione morum et de ordine vitae (fol. 1r-22r), De praecepto et dispensatione (fol. 22v-51v), De diligendo Deum (fol. 52r-69v), Septem epistolae editae a Benardo ... ad fratres ordinis nostri (fol. 69v-79v), Contemplationes de passione Domini (fol. 81r-95r)

#### Teksten Hs. 159,Colloquium Simonis et Jesu
De colloquio Simonis et Jesu (fol. 97r-111v), De XII gradibus humilitatis et superbiae (fol. 112v-123r), De caritate seu de gradibus amoris (fol. 123v-128r)

## Geschiedenis
Het eerste deel van het handschrift is tussen 1425 en 1440 geschreven en was in het bezit van het kartuizerklooster Nieuwlicht. Aan het begin van het manuscript is een inhoudsopgave en een ex libris toegevoegd door monnik Hector van Moerdrecht (?-1465). Hierin is te lezen dat het manuscript in bezit was van het klooster Nieuwlicht of Bloemendaal in Utrecht. Het tweede deel van Hs. 159 stamt niet uit het kartuizerklooster, maar werd aan hen geschonken. Het werd geschreven in de 14e eeuw, voordat Nieuwlicht werd gesticht. Het is echter onbekend wanneer en door wie precies. In het jaar 1584 is het grootste deel van de collectie van Nieuwlicht overgenomen in de stadsbibliotheek van Utrecht (nu de Universiteitsbibliotheek Utrecht). Het handschrift is gerestaureerd in 1977.

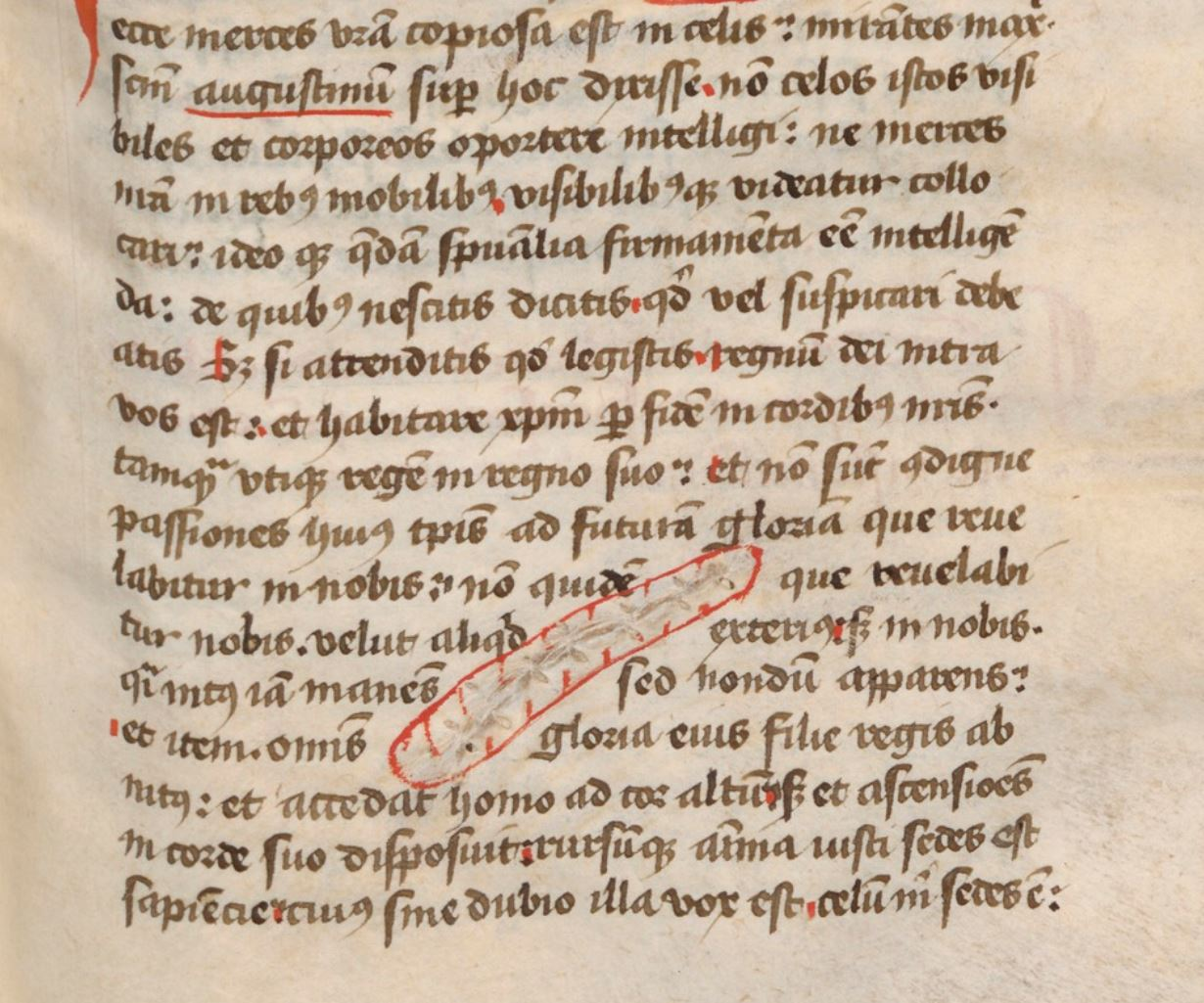
Hs. 159, fol. 51r. Scheurtje, met draad gerepareerd en met rode inkt gemarkeerd.

## Decoratie
Het handschrift is niet uitvoerig gedecoreerd. Enkele pagina’s van het eerste deel bevatten cadellen (uitgerekte en versierde uitlopers van stokletters, hier ter versiering op de eerste regel van een pagina). Het eerste deel is met penwerkinitialen in rood en blauw met penwerkversiering in Utrechtse stijl verlucht. In een van de initialen staat het zogeheten Utrechts draakje. In sommige gevallen hebben de initialen ook penwerk in de marge. Het penwerk is typisch voor de Utrechtse stijl: Het heeft lange lijnen en `bulten´. In het eerste deel van het manuscript zijn de hoofdletters in de teksten gerubriceerd (met rode inkt gemarkeerd).

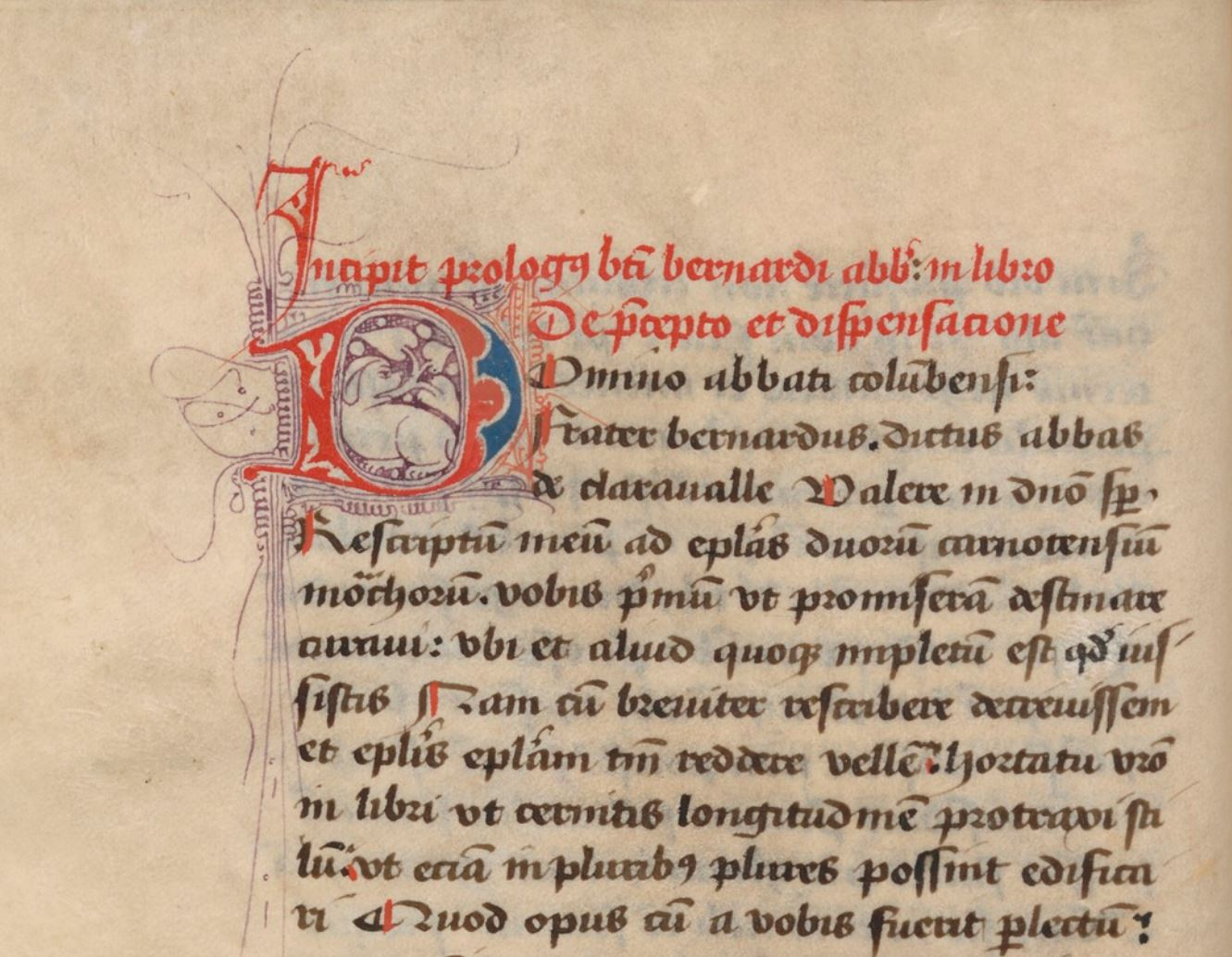
Hs. 159, f. 22v. Penwerkinitiaal met Utrechts draakje in het oog van de letter.